# Nikolaj Rubinstein
Nikolaj Rubinstein (russisk: Николай Григорьевич Рубинштейн tr. Nikolaj Grigorjevitj Rubinstein2. juni 1835 — 23. marts 1881) var en russisk musiker, bror til Anton Rubinstein.
Rubinstein blev ligesom broderen fra barn af uddannet i musik og kom sammen med ham til Berlin for at studere teori under Dehn (og samtidig klaverspil under Kullak).
Sidenhen virkede Rubinstein navnlig i Moskva, hvor han 1866 stiftede Det kejserlige konservatorium med fyrst Nikolaj Petrovitj Trubetskoj, hvilket han derefter ofrede det meste af sin tid og sine evner.
Rubinstein var en fortræffelig pianist, lærer og dirigent og en anset komponist, men hans virksomhed og værker er ikke nået synderlig uden for Rusland: dog optrådte han med held i Paris (som dirigent) og i London (som klaverspiller).